# 藏新黄耆
藏新黄耆（学名：Astragalus tibetanus）是豆科黄芪属的植物。分布于克什米尔、巴基斯坦、西伯利亚、阿富汗、蒙古以及中国大陆的新疆等地，生长于海拔830米至2,450米的地区，多生于山谷低洼湿地、地埂以及山坡草地，目前尚未由人工引种栽培。

## 别名
藏黄耆（中国主要植物图说 豆科）

## 异名
- Astragalus tibetanus Benth. ex Bunge var. patentipilus K. T. Fu